# Zitadelle Ajaccio

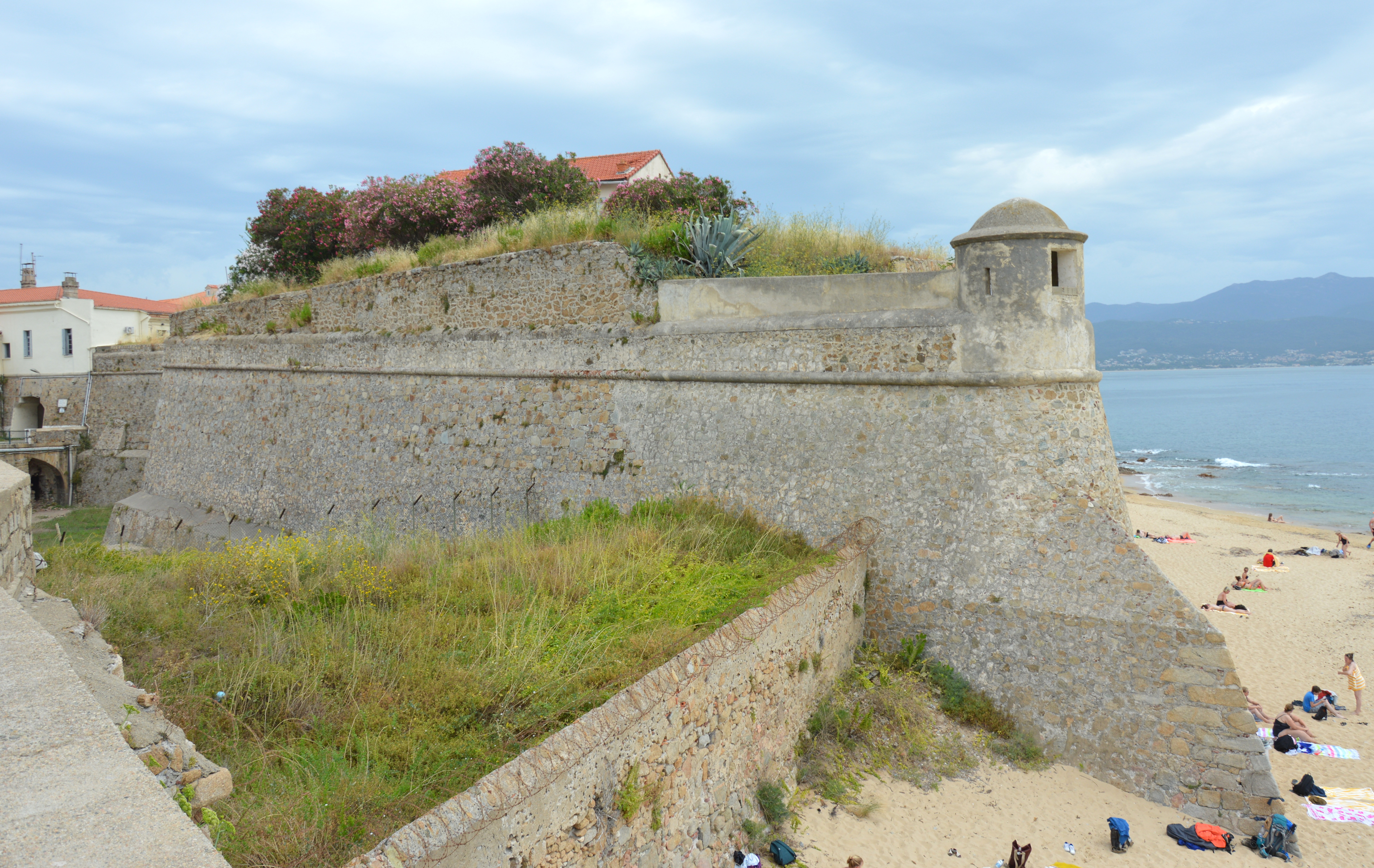
Zitadelle Ajaccio

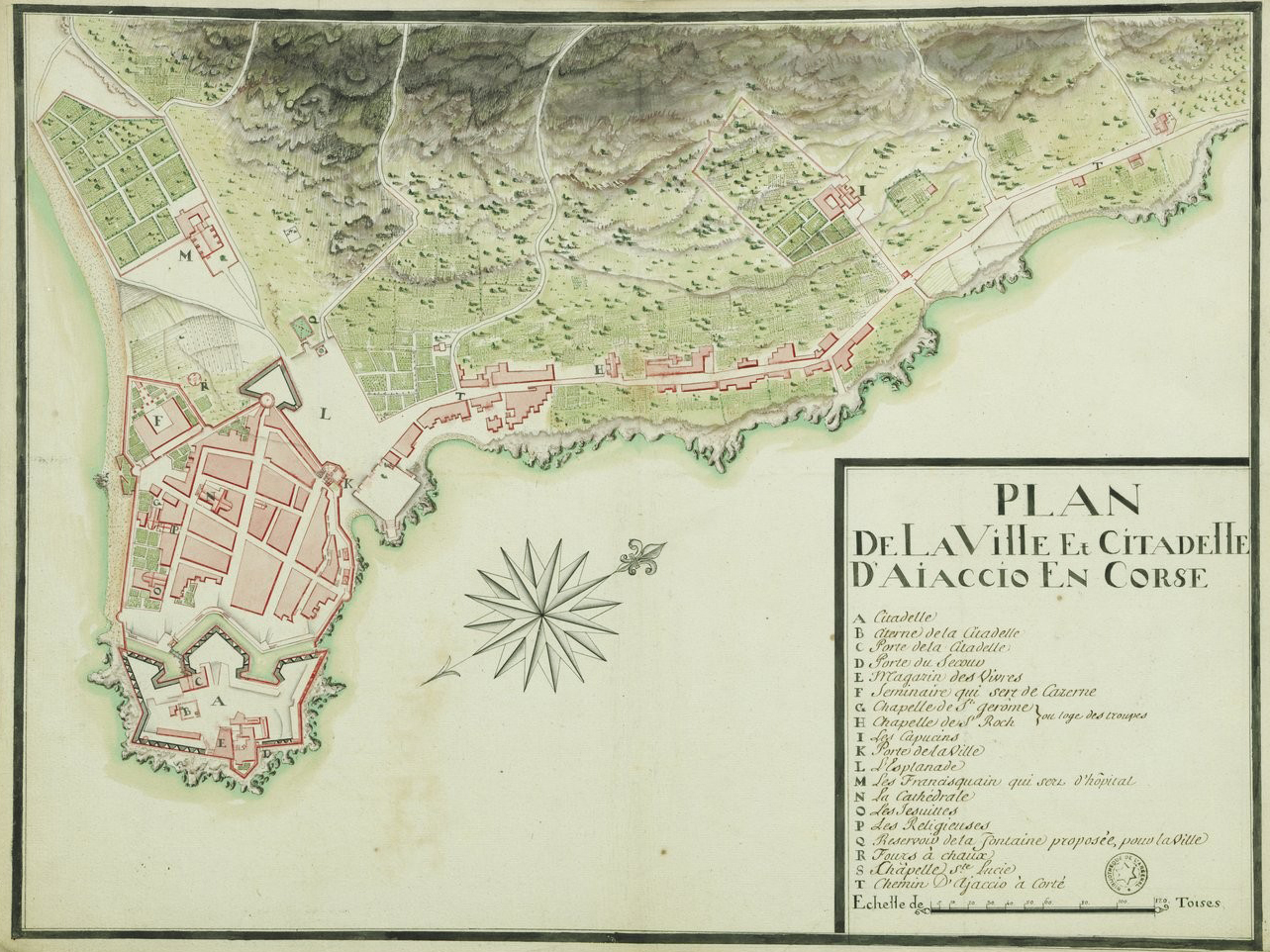
Plan mit der Zitadelle im Süden von 1787

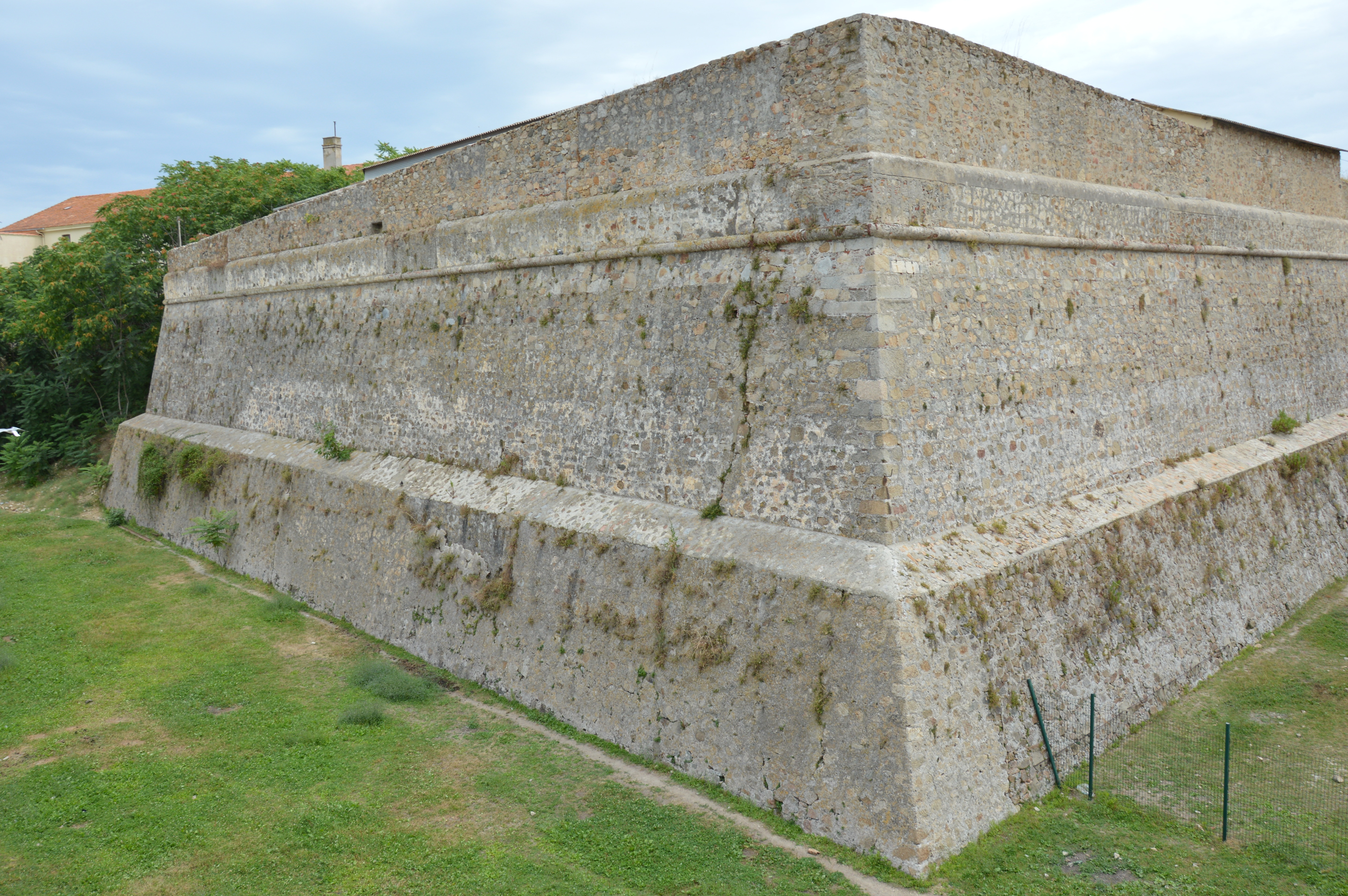
Graben an der Nordseite

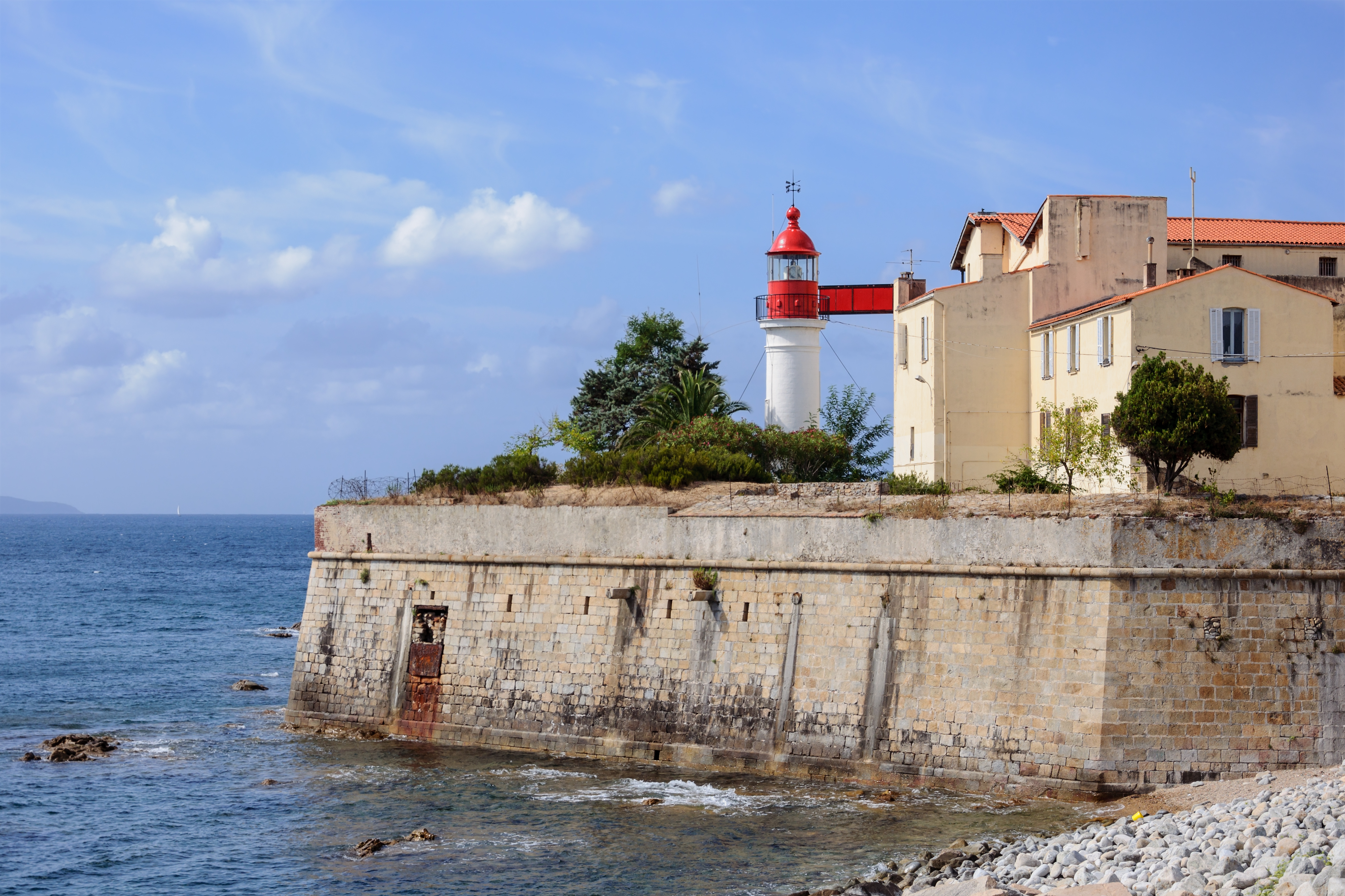
Blick vom Hafen 2013

Die Zitadelle Ajaccio (korsisch Citatella d’Aiacciu) ist eine Zitadelle in Ajaccio, der Hauptstadt der Insel Korsika.

## Lage
Sie befindet sich südlich vor der Altstadt von Ajaccio am Hafen der Stadt unmittelbar an der Küste zum Mittelmeer.

## Architektur und Geschichte
Die Befestigungsanlage wurde ab 1492 unter genuesischer Herrschaft errichtet. Sie sollte die Stadt Ajaccio vor seeseitigen Angriffen schützen. Die Arbeiten erfolgten unter Leitung von Cristoforo Gandino im Auftrag der Banco di San Giorgio, die die Verwaltung Korsikas innehatte. Zunächst bestand nur eine kleinere Anlage aus einem Bergfried mit niedriger Umfriedung. 1502/03 wurde dann ein Graben mit Zugbrücke angelegt und die Stadtmauer um Ajaccio vervollständigt. Zwischen 1553 und 1559 stand Ajaccio unter französischer Herrschaft, es wurde eine Erweiterung der Anlagen vorgenommen. 1559, Korsika war wieder an Genua gefallen, wurde unter Leitung des italienischen Ingenieurs Jacopo Palearo di Morcò die Anlage verstärkt und dabei die Zitadelle räumlich von der Altstadt getrennt. Sie weist seither einen sechseckigen Grundriss und sechs Bastionen auf.
Während des Zweiten Weltkriegs wurde die Zitadelle als Gefängnis genutzt. In der Zitadelle war der Widerstandskämpfer Fred Scamaroni inhaftiert, der von der italienischen Geheimpolizei OVRA gefangen genommen worden war. Er wählte nach schweren Folterungen am 20. März 1943 den Freitod und durchschnitt sich die Kehle mit einem Eisendraht. Mit seinem eigenen Blut hinterließ er die Nachricht: „Ich habe nichts gesagt, lang lebe Frankreich, es lebe de Gaulle.“
Am 18. Juli 1975 wurde die Zitadelle als Monument historique eingetragen und wird unter der Nummer PA00099062 geführt.
Die Zitadelle befand sich bis 2005 in Nutzung durch die französischen Streitkräfte und wurde dann an die Stadt Ajaccio übergeben. Es gibt Überlegungen, veränderte Nutzungen zu ermöglichen und die Zitadelle für die Öffentlichkeit zugänglich zu machen.
Am auf der Westseite befindlichen Eingang zur Zitadelle befindet sich ein Denkmal für den französischen General Pierre Lelong.